# Bandiera del Texas
La bandiera del Texas, nota anche con il nome di bandiera dalla Stella Solitaria (Lone Star Flag), è il vessillo ufficiale dello stato del Texas.

## Storia
All'inizio del movimento secessionista, ai primi del 1861, il Texas era l'unico Stato del sud ad avere una bandiera di Stato ufficiale. Ciò era dovuto al fatto che il Texas era stato inizialmente creato come repubblica indipendente nel marzo 1836 e la "bandiera dalla Stella Solitaria" era la bandiera finale adottata dalla Repubblica del Texas. Entrò in uso nel gennaio 1839 e diventò naturalmente la bandiera di Stato con l'annessione e l'ammissione del Texas nell'Unione nel 1845.
La Stella Solitaria prese il posto della bandiera nazionale conosciuta come Burnet Flag che era stata adottata il 10 dicembre 1836. Questa consisteva in campo azzurro con una grande stella dorata. Questo drappo si ispirava alla Bonnie Blue Flag della Republic of West Florida del 1810 (stato conglobato poi nella Louisiana), quasi identica con la sola differenza nel colore (bianco) della stessa.
L'Atto del Congresso del Texas che adottò la bandiera il 25 gennaio 1839, adottava anche lo stemma nazionale ed il Gran Sigillo nazionale. Le relative sezioni dell'Atto così recitano:
Sez. 1. Sia agli atti del Senato e della Casa dei rappresentanti della Repubblica del Texas riuniti in Congresso, che dopo il passaggio di questo atto lo Stemma nazionale della Repubblica del Texas è, e lo stesso è qui dichiarato essere una stella bianca a cinque punte, su fondo azzurro, circondato da rami di olivo e quercia.
Sez. 2. Sia inoltre agli atti, che il Gran sigillo nazionale di questa Repubblica, dopo il passaggio di questo atto, porterà lo Stemma di questa nazione come dichiarato nella prima sezione di questo Atto, e le lettere "Republic of Texas."
Sez. 3. Sia inoltre agli Atti, che dopo il passaggio di questo atto, la bandiera nazionale del Texas consisterà di una fascia azzurra verticale larga un terzo dell'intera larghezza della bandiera, con una stella bianca a cinque punte al centro, e due fasce orizzontali di egual ampiezza, la superiore bianca, l'inferiore rossa, larghe due terzi dell'intera larghezza della bandiera; nulla ostando a ciò nell'atto di cui questo è un emendamento.
Con la secessione del Texas nel 1861 dall'Unione nella quale era entrato nel 1845, è un po' sorprendente che la bandiera dalla Stella Solitaria non sia stata adottata da molte unità in formazione dello Stato, che invece esibirono un'ampia varietà di modelli indipendenti di bandiera. Una probabile teoria è che dall'ammissione del Texas nell'Unione nel 1845, la bandiera di Stato aveva assunto nel cuore dei Texani una posizione subordinata rispetto alla bandiera degli Stati Uniti. Dopo sedici anni sotto le stelle e strisce e poi la veloce ammissione nella Confederazione con una nuova ed eccitante bandiera nazionale, la Stars and Bars, la bandiera del Texas non ebbe ai Texani di quel periodo l'esposizione che aveva avuto meno di una generazione prima. Si potrebbe anche notare che, come risultato della grande immigrazione nel Texas nel periodo fra il 1845 ed il 1861, una grande percentuale della popolazione del 1861 non era nel Texas alla fine della Repubblica nel 1845. Una fotografia del tempo della Guerra di Secessione mostra una bandiera Stars and Bars che sventola sull'edificio del Campidoglio in Austin senza essere accompagnata da una bandiera dello Stato ed è altamente probabile che prima di essa vi sventolassero le Stelle e Strisce. Inoltre l'uso della bandiera di Stato da parte delle Autorità di governo in quantità significativa in quel periodo iniziale è improbabile.
Comunque la bandiera dalla Stella Solitaria non fu dimenticata. Il 1º Reggimento di fanteria del Texas, parte del quale divenne la Brigata del Texas di Hood, la più nota delle unità confederate Texane, portava una grande bandiera dalla Stella Solitaria in battaglia in Virginia. Persa in circostanze gloriose, il quasi annientamento del Reggimento a Sharpsburg (Battaglia di Antietam) nel 1862, essa fu rimpiazzata da una bandiera dalla Stella Solitaria bordata di nero, che vide maggior gloria a Gettysburg. Questo tipo di pubblicità certamente aiutò la bandiera di Stato a raccogliere rinnovato interesse nel suo Stato.
In aggiunta, poche altre unità portarono in battaglia la bandiera dalla Stella Solitaria. Il 5º fanteria del Texas, anch'esso della Brigata del Texas di Hood, avrebbe portato in battaglia una bandiera dalla Stella Solitaria nell'estate ed autunno del 1862, ma prove recenti suggeriscono che forse si trattava di una bandiera nazionale del primo tipo con una stella sola. Comunque, durante la Guerra e persino dopo si pensava che la bandiera fosse una bandiera dalla Stella Solitaria. Anche poche altre unità portarono bandiere di Stato del Texas ma sembra che il suo uso non fosse comune.
Vi sono forti prove che nel concetto della bandiera dalla Stella Solitaria del 1839 la stella si intendeva con una punta verso l'alto e due punte verso il basso, come si vede nella bandiera odierna. Accompagna l'Atto originale del 1839 di adozione della bandiera un disegno, con l'autenticazione del Presidente Mirabeau Lamar, che mostra la stella in questa posizione. Però, considerando gli esemplari sopravvissuti, l'eccezione era apparentemente la regola per le bandiere fatte nel Texas fra il 1839 ed il 1865. La Stella Solitaria, molto spesso, era ruotata di vari gradi, nessuno dei quali costituiva norma. Questa usanza si estese alle bandiere nazionali Confederate fatte in Texas, dove spesso vi era una stella centrale più grande circondata da stelle più piccole. In queste bandiere la rotazione della stella centrale era di solito la norma. Una possibile spiegazione potrebbe essere che le bandiere non erano prodotte in massa in quel periodo, ed ogni bandiera recava le conoscenze del produttore individuale. Prendendo in considerazione la vastità dello Stato e la dispersione della popolazione, si poteva conseguire ben poco in tema di standardizzazione, ed il bisogno di standardizzazione non era certamente necessario.
Con la fine della Guerra di Secessione la bandiera dalla Stella Solitaria, non sarebbe più stata una bandiera di Stato inosservata. È probabilmente l'unica bandiera di Stato degli Stati Uniti oggi comunemente conosciuta anche in ambito internazionale per il suo modello semplice e classico.

## Bandiere storiche

La Burnet Flag (1836–1839)
Bandiera del Texas 1839-1876